# Acroclypa pallipes
Acroclypa pallipes är en stekelart som beskrevs av Boucek 1988. Acroclypa pallipes ingår i släktet Acroclypa och familjen puppglanssteklar. Inga underarter finns listade i Catalogue of Life.